# Natalia Halibarenko
Natalia Halibarenko, parfois aussi transcrit Galibarenko, née le 12 mai 1978 à Kiev (en RSS d'Ukraine, Union soviétique) est une diplomate ukrainienne, actuelle Ambassadrice auprès de l'OTAN et ancienne ambassadrice de l'Ukraine auprès du Royaume-Uni.

## Biographie

### Éducation
Elle obtient un master en relations internationales de l'Université nationale Taras-Chevtchenko de Kiev en 2000.

### Parcours professionnel
Entre 2000 et 2001, elle est spécialiste au département des technologies de l'information du ministère des Affaires étrangères ukrainien. Elle devient ensuite, de 2001 à 2003, attachée, troisième secrétaire au cabinet du ministre des affaires étrangères.
De 2003 à 2006, elle devient troisième puis deuxième secrétaire à la mission de l'Ukraine auprès de l'UE. L'année suivante, elle devient consultante au sein du bureau principal chargé du processus d'intégration européenne et euro-atlantique de l'administration présidentielle.
Entre 2007 et 2009, elle est cheffe de division du vice-ministre des affaires étrangères.
Entre 2009 et 2012, elle est directrice adjointe de la direction générale « Union européenne », cheffe de la division de la coopération dans les domaines de la politique, de la sécurité et de la défense.
Entre 2012 et 2014, elle est cheffe de mission adjointe des missions de l'Ukraine auprès des organisations internationales basées à Vienne en Autriche.
Du 9 mars 2014 à 2015, elle est première vice-ministre des affaires étrangères de l'Ukraine. 
Entre le 26 août 2015 et le 20 juillet 2020, elle devient ambassadrice de l'Ukraine auprès du Royaume-Uni. Elle est, de plus, la représentante permanente de l'Ukraine auprès de l'Organisation maritime internationale.
Le 30 juillet 2021, Volodymyr Zelensky la nomme par décret présidentiel, ambassadrice, cheffe de la mission de l'Ukraine auprès de l'OTAN,.

## Vie privée
En plus de l'ukrainien, elle parle anglais et espagnol.
Elle est mariée et a un fils.